# Зворотня іпотека
Зворотня іпотека — це механізм монетизації наявного у власника житла. За своєю суттю це особливий кредит (позика), що не обслуговується і перебуває під заставою наявної у пенсіонера нерухомості. Основний борг за позикою і всі нараховані відсотки періодично капіталізуються (не виплачуються кредитору) та повертаються тільки після смерті пенсіонера за рахунок продажу житлового приміщення.
Зворотня іпотека виникла більше століття тому, але значного поширення не отримала в силу наявності високих ризиків (банк побоюється, що борг позичальника в якийсь момент перевищить вартість нерухомості. Позичальник боїться, що банк виселить його і відбере єдину нерухомість). У 90-х роках економісти багатьох країн звернули увагу на ефект старіння нації, коли в їхніх країнах значно зростала частка пенсіонерів, які при виході на пенсію різко скорочували споживання товарів повсякденного попиту (не підживлюючи інфляцію, а навпаки значно знижуючи попит товарів і послуг локальних виробників).
Розуміючи обмеженість будь-якої пенсійної системи, економісти стали шукати способи, «як» підвищити рівень споживання (в тому числі як поліпшити якість життя) громадян старшого пенсійного віку з метою стимулювання економічного зростання. У багатьох країнах різні пенсійні реформи часто передбачали в тому числі і формування накопичувальної частини за рахунок заощаджень громадян. Ідеальною формою самостійного накопичення громадян була наявна у них нерухомість, в зв'язку з чим багато країн звернули увагу на механізм зворотної іпотеки. У деяких країнах, економіки яких засновані на стимулюванні споживання, зворотня іпотека відноситься до категорії державних програм, метою яких є зростання споживання економічно пасивної частини населення (пенсіонерами).
Найбільш поширення зворотна іпотека отримала в США, Великій Британії та Австралії.